# Toyoo Itō
Toyoo Itō (jap. 伊東 豊雄 Itō Toyoo; ur. 1 czerwca 1941 w Seulu) – japoński architekt, laureat Nagrody Pritzkera (2013).

## Młodość
Toyoo Itō urodził się w 1941 roku w Seulu, w obecnej Korei Południowej, wtedy znajdującej się pod japońską okupacją. Pochodził z rodziny japońskiej, w 1943 roku z matką i dwiema siostrami przeniósł się do Japonii. W roku 1965 ukończył studia na Wydziale Architektury Uniwersytetu Tokijskiego.

## Kariera
Początkowo, do roku 1969 Itō pracował w biurze Kiyonoriego Kikutake. W 1971 roku założył własne biuro, o nazwie URBOT (od URban roBOT – miejski robot), w 1979 roku przemianowane na Toyo Ito & Associates. W jego pracowni pracowali m.in. Kazuyo Sejima i Ryūe Nishizawa.
W 2002 roku Itō podczas Biennale Architektonicznego w Wenecji został nagrodzony Złotym Lwem za całokształt twórczości. Następnie, w roku 2006, uhonorowano go Royal Gold Medal.

## Główne dzieła
- 2001 Medioteka w Sendai
- 2005 Mikimoto Ginza 2, Tokio
- 2006 Krematorium, Kakamigahara
- 2006 VivoCity, Singapur
- 2006 Szpital Cognacq-Jay, Paryż
- 2007 Tama Art University Library, Hachioji, Tokio
- 2008 Sumika Pavillon – Projekt Sumika, Utsunomiya, Tochigi
- 2008 Teatr Za-Koenji, Suginami-ku, Tokio
- 2009 Stadion na World Games 2009, Kaohsiung
- 2009 White O, Marbella
- 2010 Torre Realia BCN i Hotel Porta Fira, Barcelona (Torres de Toyo Ito)
- 2010 Belle Vue Residences, Singapur
- 2011 Toyo Ito Museum of Architecture, Imabari
- 2011 Ken Iwata Mother and Child Museum, Imabari

## Nagrody
Toyo Ito jest laureatem wielu prestiżowych nagród, między innymi:
- 1998 – Education Minister’s Art Encouragement Prize in Japan
- 2000 – Arnold W. Brunner Memorial Prize in architecture from the American Academy of Arts and Letters
- 2001 – Gold Prize of the Japanese Good Design Award
- 2005 – RIBA Royal Gold Medal
- 2009 – Nagroda Asahi[3]
- 2010 – Praemium Imperiale
- 2013 – Nagroda Pritzkera

## Galeria

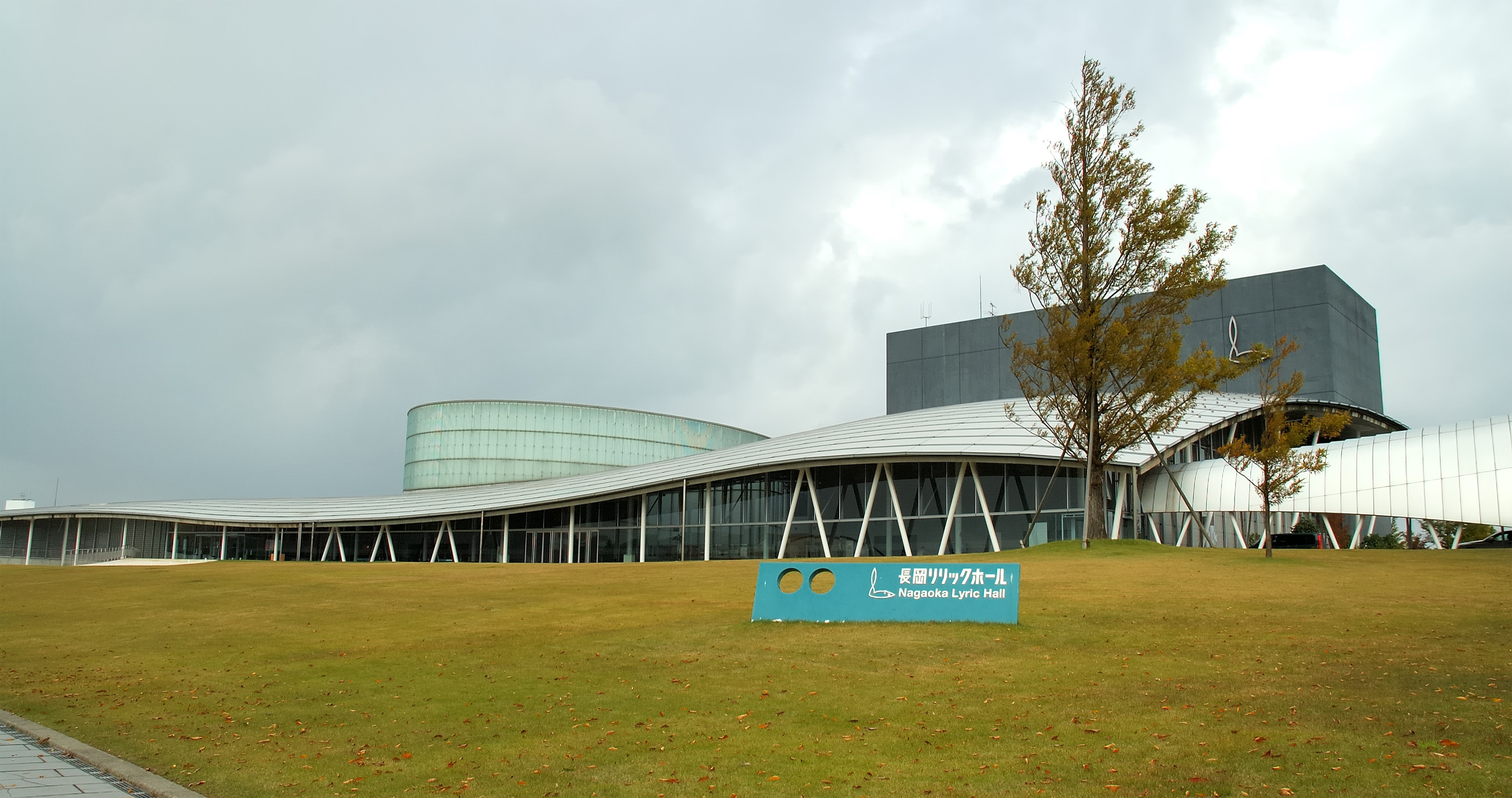
Nagaoka Lyric Hall
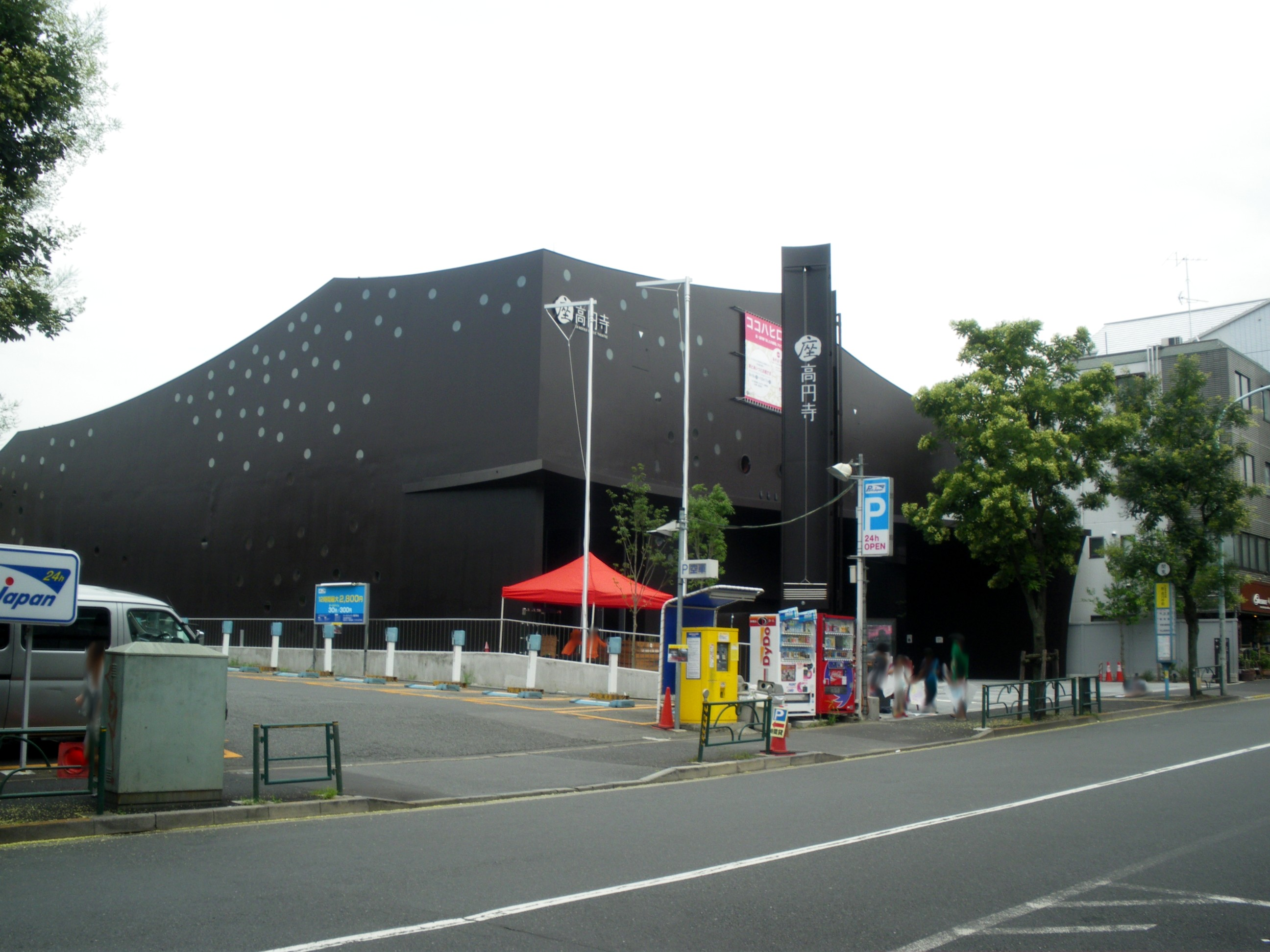
Teatr Za-Koenji
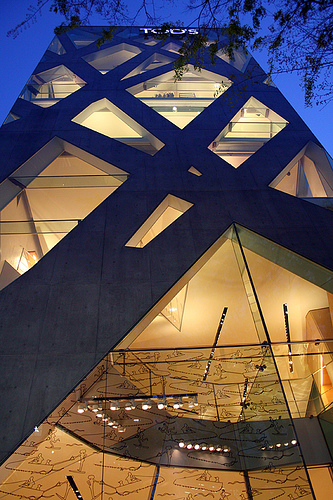
TOD's Omotesando Building, Tokio
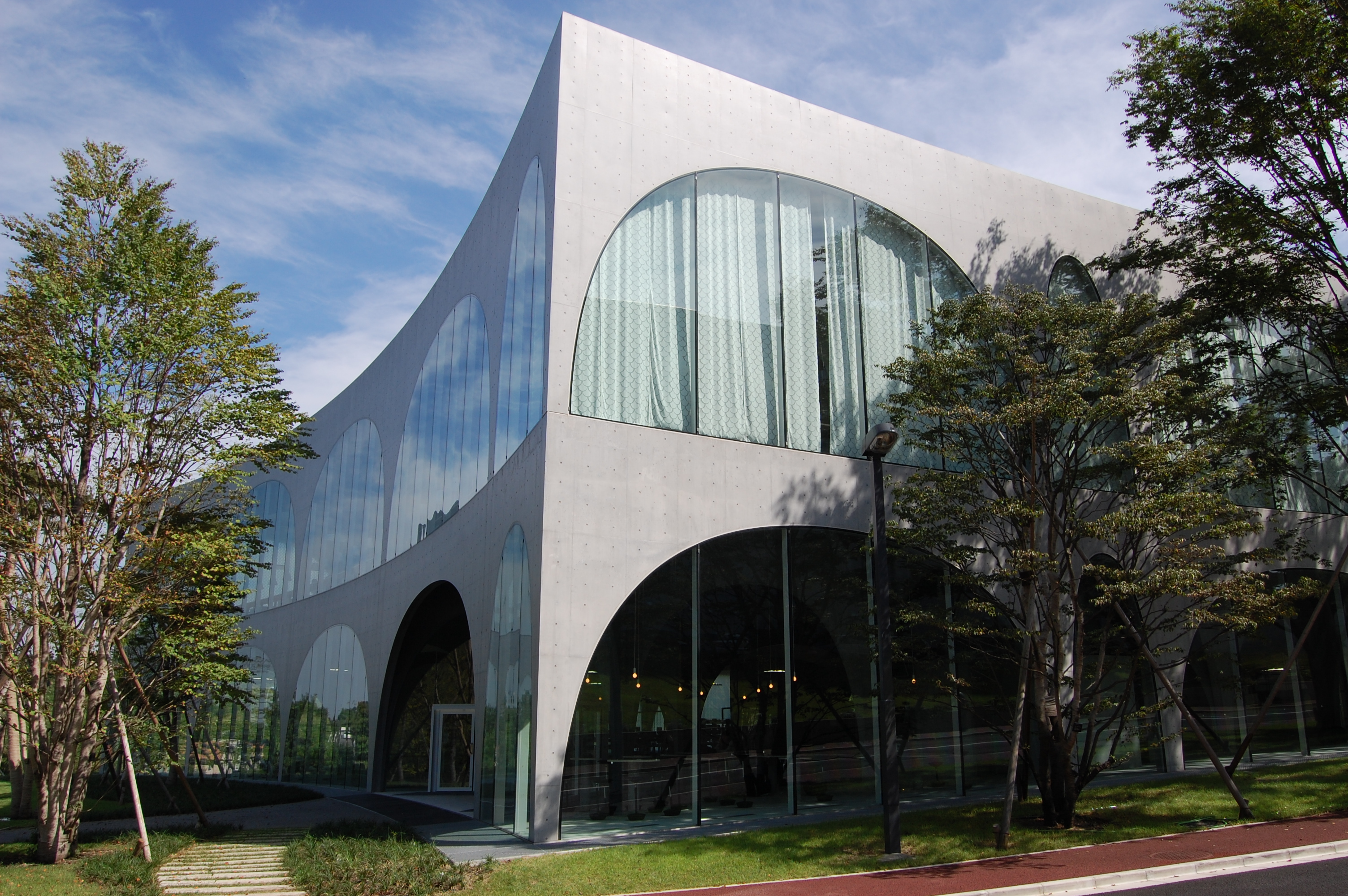
Tama Art University Library, Tokio, 2007
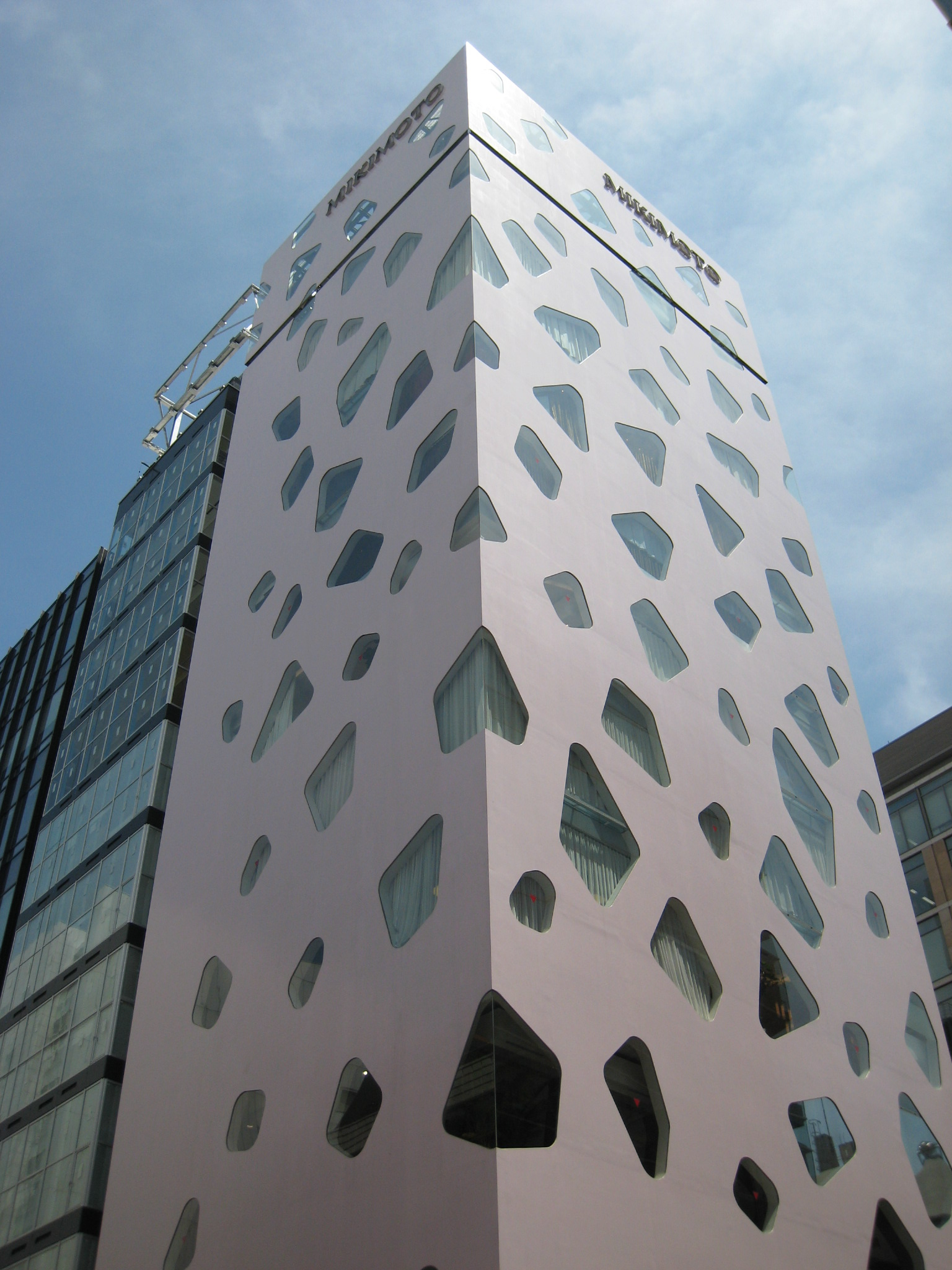
Mikimoto Ginza 2 w Tokio, 2005
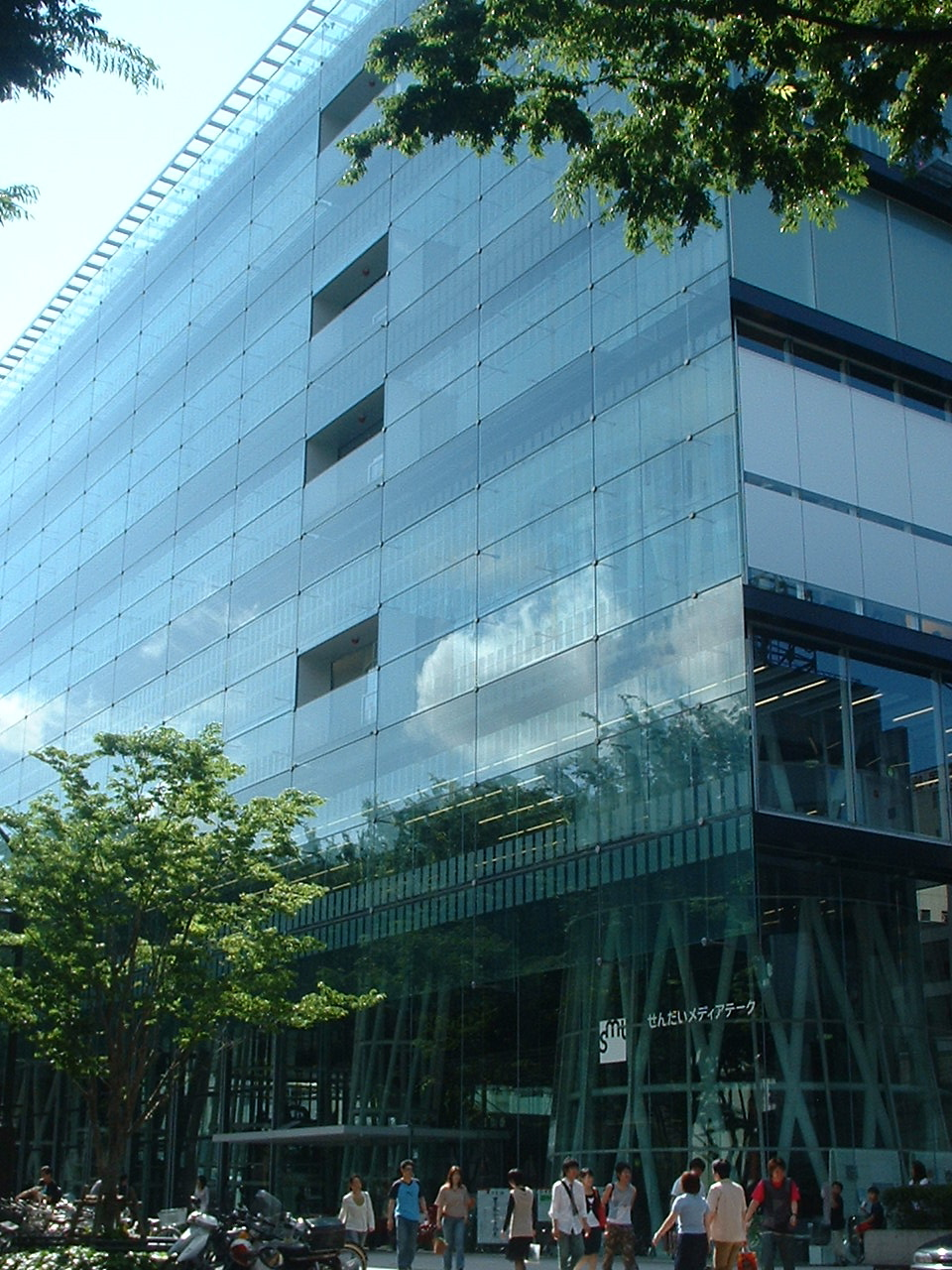
Sendai Mediatheque w Sendai, 2000
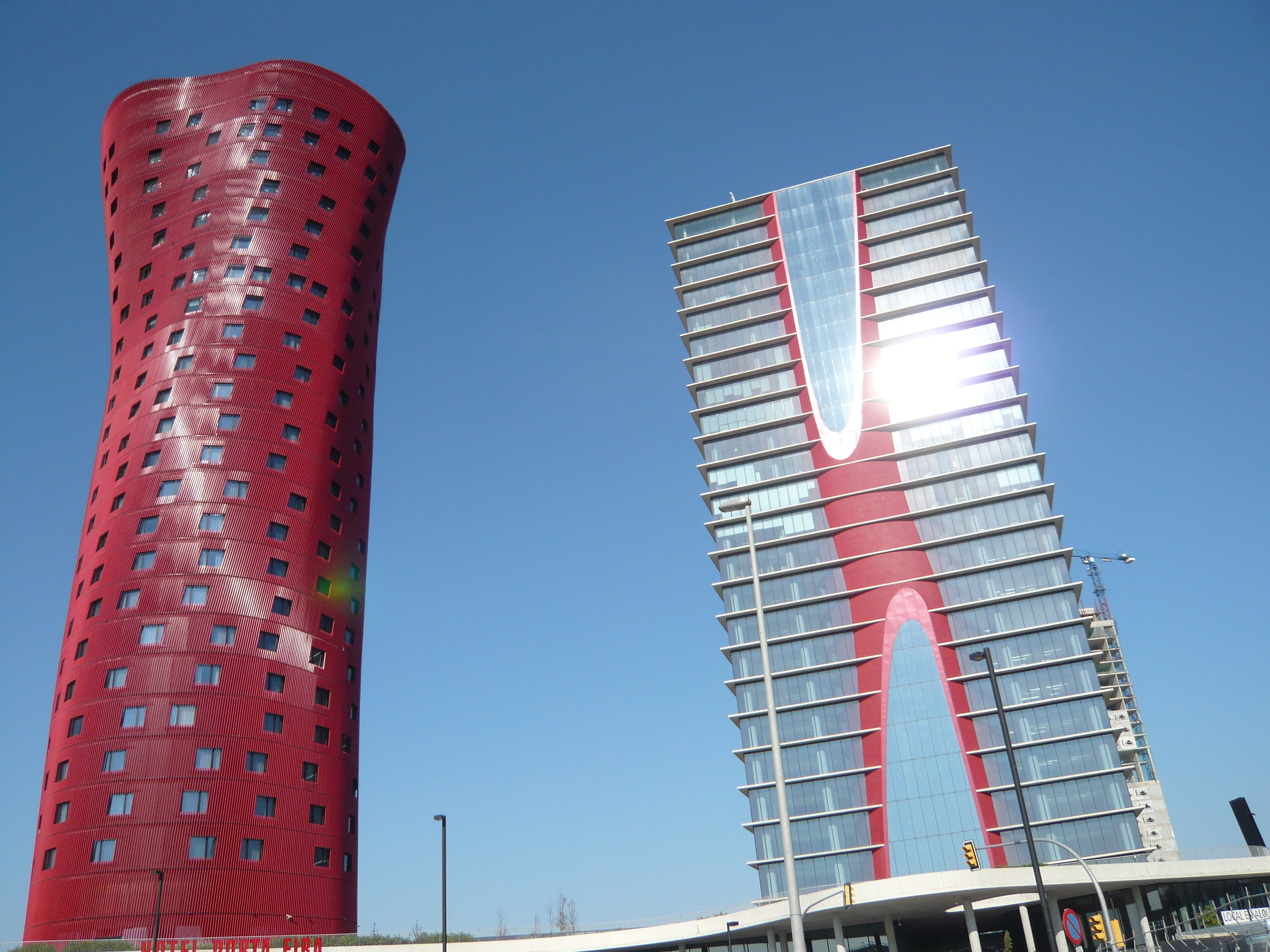
Torre Realia i Hotel Porta Fira w Barcelonie, 2009
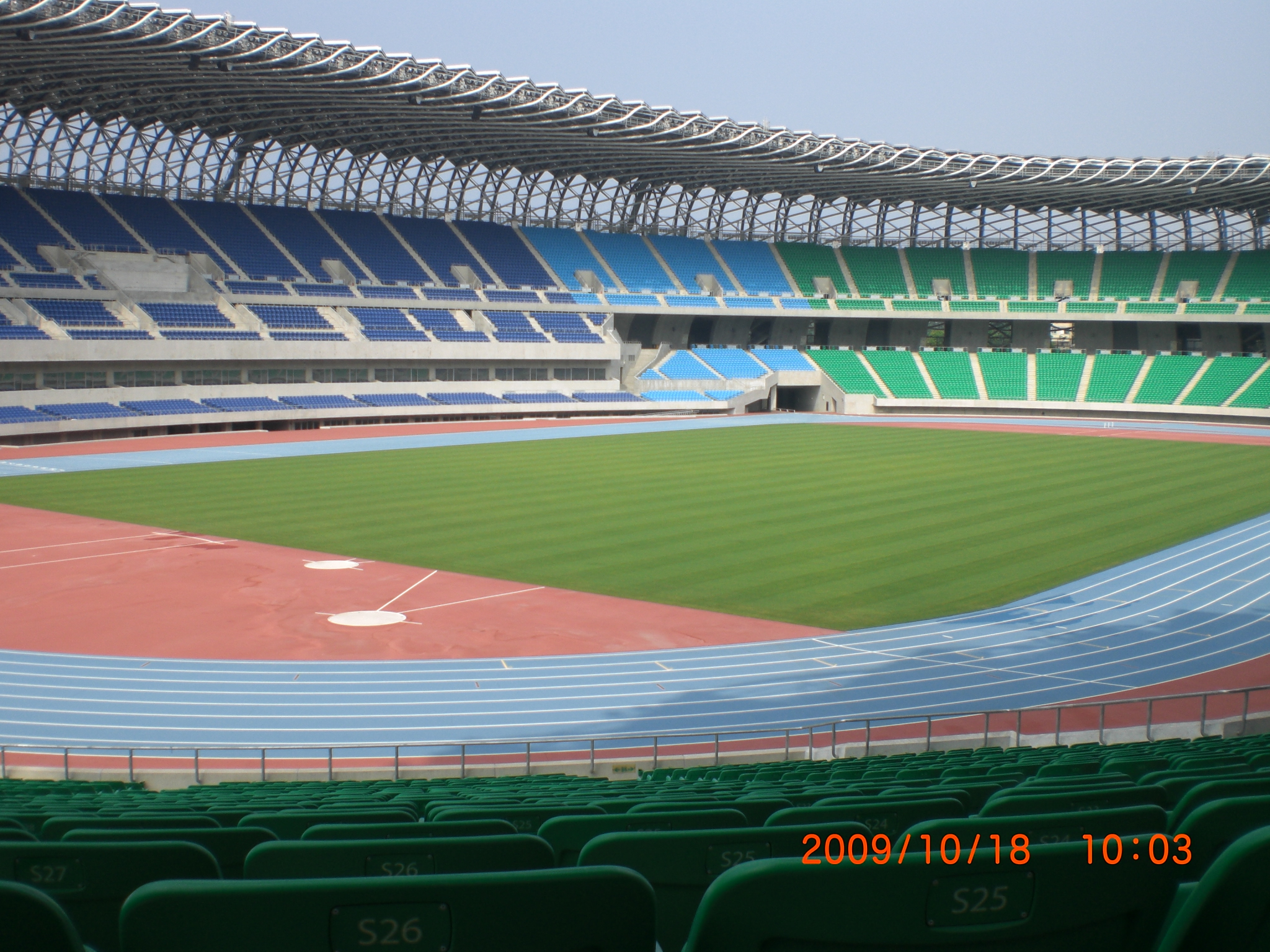
Stadion Narodowy w Kaohsiungu